# Natalia Deriouguina
Natalia Deriouguina (russisk: Наталья Дерюгина, født 23. marts 1971 i Moskva) er en russisk tidligere håndboldspiller. Hun var stregspiller.
Deriouguina indledte sin karriere i Moskva-klubben Luch, inden hun i 1994 rejste til Danmark. Hun fik en lang karriere i dansk klubhåndbold, hvor hun først spillede for Viborg HK (1994-2003), hvorpå hun afsluttede sin karriere i Aalborg DH (2003-2008). Med Viborg var hun med til at vinde seks danske mesterskaber og en pokalfinale samt EHF Cup i 1997, lige som hun var med, da holdet tabte finalerne i Champions League i 1997 og 2001.
Hun spillede på det russiske landshold og opnåede i alt 197 landskampe. Hun med til at vinde VM guld i 1990 (Sovjetunionen) og OL-bronze i 1992 (SNG). Hun stoppede på landsholdet i 2000.